# Ōmuta
Ōmuta (大牟田市, Ōmuta-shi) est une ville située dans la préfecture de Fukuoka, sur l'île de Kyūshū, au Japon.

## Géographie

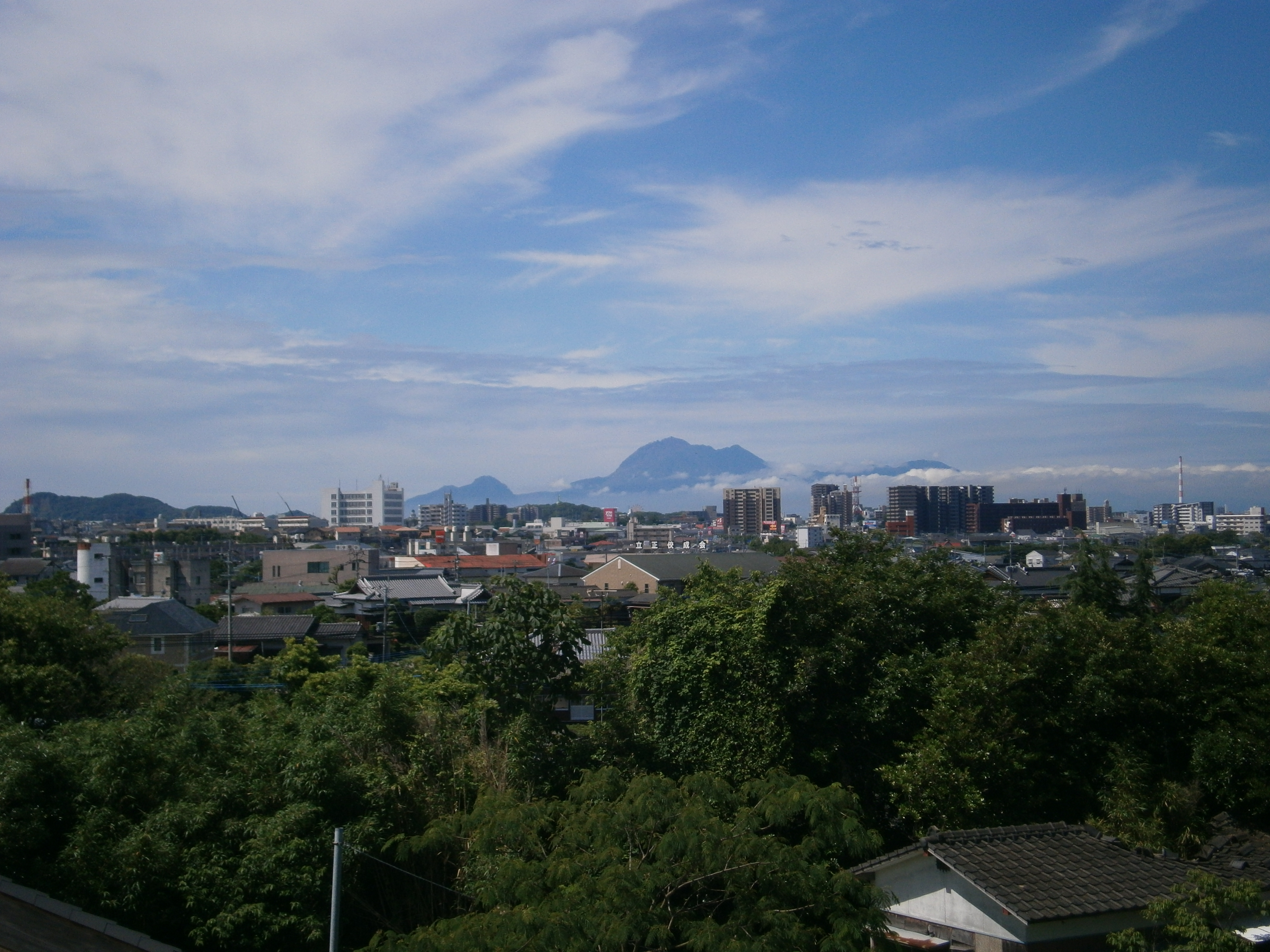
Vue d'Ōmuta et du mont Unzen.

### Localisation
Ōmuta est située dans le sud-ouest de la préfecture de Fukuoka, au bord de la mer d'Ariake.

### Municipalités limitrophes
| Miyama       | Miyama | Miyama |
| mer d'Ariake | Ōmuta  | Nankan |
| mer d'Ariake | Arao   | Nankan |

### Démographie
En septembre 2010, la ville d'Ōmuta avait une population de 123 565 habitants répartis sur une superficie de 81,55 km2 (densité de population de 1 515 hab./km2). Elle était de 106 145 habitants en mars 2024.

### Climat
Ōmuta a un climat subtropical humide caractérisé par des étés chauds et des hivers frais avec peu ou pas de chutes de neige. La température annuelle moyenne est de 16,6 °C. Les précipitations annuelles moyennes sont de 1 932 mm, juin étant le mois le plus humide.

## Histoire
La ville moderne d'Ōmuta a été fondée le 1er mars 1917.

## Économie
La ville d'Ōmuta a développé une industrie lourde basée sur le charbon des mines de Miike, exploitées de 1860 à 1997.

## Politique
En 2009, le maire est Michio Koga.

## Transports
Ōmuta est desservie par la ligne Shinkansen Kyūshū à la gare de Shin-Ōmuta. Elle également desservie par les lignes classiques Kagoshima et Nishitetsu Tenjin Ōmuta à la gare d'Ōmuta.

## Jumelage
Ōmuta est jumelée avec :
- Datong (Chine),
- Muskegon (États-Unis).